# Paulus Hook
Paulus Hook es una comunidad en la ribera del río Hudson en Jersey City, en el estado de Nueva Jersey (Estados Unidos). Está ubicada a 1,6 km al otro lado del río desde Manhattan. El nombre Hook proviene de la palabra holandesa "hoeck" que se traduce como "punto de tierra". Este "punto de tierra" ha sido descrito como un área elevada, cuya ubicación está actualmente delimitada por las calles Montgomery, Hudson, Dudley y Van Vorst. La calle principal del vecindario es Washington Street, que corre hacia el norte y hacia el sur. El paseo marítimo de Paulus Hook se encuentra a lo largo de la cuenca del Morris Canal en un parque con un segmento de Liberty State Park. El tren ligero Hudson-Bergen tiene una parada de Paulus Hook en Essex Street y el Liberty Water Taxi en Warren Street. La introducción del tren ligero y el desarrollo de edificios de oficinas en Hudson Waterfront han traído más negocios a Morris Street, incluidos varios restaurantes con asientos al aire libre y pequeñas tiendas de barrio.

## Historia
Originalmente, el lugar fue llamado Arressick o Arisheck Island por los primeros colonos después de un término corrupto de lenape, posiblemente de Kaniskeck que significa un pantano o prado largo y cubierto de hierba.

### Colonización
La ubicación era originalmente parte de una extensión de tierra comprada por Michael Pauw, un burgomaestre de Ámsterdam y señor de Achttienhoven en 1630 como parte de Pavonia. El primer asentamiento en Paulus Hook fue en 1633 cuando el área era una isla durante la marea alta. En 1638 se concedió al agente de Pauw, un hombre llamado Micheal Paulez (Pauluson, Powles) que operaba un transbordador ocasional y comerciaba con la población local de lenape. El nombre de Paulez finalmente se convirtió en "Paulus", el nombre que se le dio al anzuelo que se adentraba en el río y la bahía. Con el permiso del Director de New Netherland, Willem Kieft, Abraham Isaacsen Verplanck adquirió la tierra en Paulus Hook el 1 de mayo de 1638. El Mapa de Manatus de 1639 muestra las propiedades de la tierra en la naciente provincia; el número 31 se describe como las "plantaciones en Paulus Hook",
El 25 de febrero de 1643, 100 indios nativos americanos fueron masacrados en o en las cercanías de Paulus Hook (la masacre de Pavonia).
Hasta la Revolución de las Trece Colonias, los holandeses y luego los ingleses gobernaron el sitio. En 1664, una expedición partió de Inglaterra para apoderarse de las colonias holandesas en el Nuevo Mundo. La colonia del director general de Nueva Holanda, Peter Stuyvesant, entregó su capital a las fuerzas inglesas el 8 de septiembre de 1664, por lo que Nueva Ámsterdam se convirtió en Nueva York (aunque los holandeses la recuperaron brevemente). Este fue un evento desencadenante de la segunda guerra anglo-neerlandesa en la que los holandeses perdieron sus territorios norteamericanos. Carlos II de Inglaterra otorgó territorios a su hermano James, duque de York (que más tarde se convirtió en el rey James II), y la región entre Nueva Inglaterra y Maryland se convirtió en colonias de propiedad (a diferencia de una colonia real). Luego, James concedió la tierra entre los ríos Hudson y Delaware (la tierra que se convertiría en Nueva Jersey) a dos amigos que habían sido leales durante la guerra civil inglesa: John Berkeley y George Carteret, que habían estado con el duque en el exilio en Jersey en las Islas del Canal. Entonces se eligió el nombre "Nueva Jersey", y hoy las comunidades de Carteret y Berkeley Heights también llevan el nombre de los dos amigos, Elizabeth lleva el nombre de la esposa de Carteret y el duque de York es el mismo homónimo de Nueva York.
En 1672, estalló la tercera guerra anglo-neerlandesa, y en julio de 1673, los holandeses volvieron a ocupar la ciudad de Nueva York, rebautizándola como New Orange. La paz se logró en 1674 bajo los términos del Tratado de Westminster, e Inglaterra recuperó Nueva York hasta la Revolución de las Trece Colonias.

### Revolución de las Trece Colonias

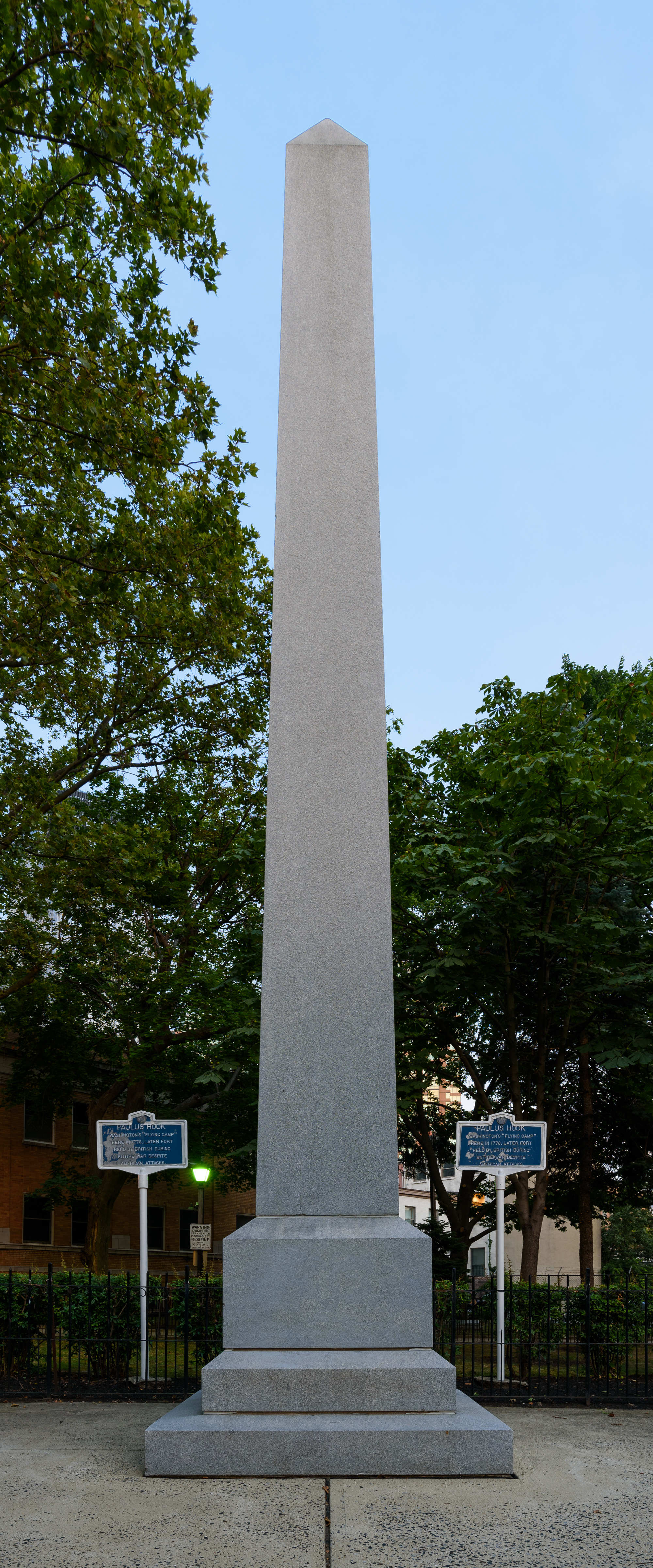
Monumento a Paulus Hook

En 1776, los colonos patriotas construyeron varios fuertes para defender las orillas occidentales del Hudson, uno de los cuales estaba ubicado en Paulus Hook. Después de sufrir derrotas en la ciudad de Nueva York, los rebeldes abandonaron Paulus Hook y los británicos lo ocuparon. El fuerte era una posición naturalmente defendible que protegía la entrada a Nueva Jersey.
A mediados del verano de 1779, un extravagante graduado de la Universidad de Princeton de 23 años, el mayor Henry Lee, recomendó al general George Washington un atrevido plan para atacar el fuerte, en lo que se conoció como la batalla de Paulus Hook. Se planeó que el asalto comenzara poco después de la medianoche del 19 de agosto de 1779. Lee dirigió una fuerza de unos 300 hombres, algunos de los cuales se perdieron durante la marcha, a través de la tierra pantanosa y pantanosa. El ataque tardó en comenzar, pero el contingente principal de la fuerza pudo llegar a la puerta del fuerte sin ser desafiado. Se cree que los británicos confundieron la fuerza que se acercaba con los aliados de Hesse que regresaban de patrullar, pero esto no está documentado. Los patriotas atacantes lograron dañar el fuerte y tomaron 158 prisioneros, pero no pudieron destruir el fuerte y clavar sus cañones. Cuando llegó el día, Lee decidió que una acción prudente exigía que los patriotas se retiraran antes de que las fuerzas británicas de Nueva York pudieran cruzar el río. Paulus Hook permaneció en manos británicas hasta después de la guerra, pero la batalla fue una pequeña victoria estratégica para las fuerzas independentistas, ya que obligó a los británicos a abandonar sus planes de tomar posiciones rebeldes en el área de Nueva York.
El 22 de noviembre de 1783, los británicos evacuaron Paulus Hook y regresaron a casa. Esto fue tres días antes de que salieran de Nueva York el Día de la Evacuación, el 25 de noviembre de 1783.
Si bien la batalla ocupa solo una pequeña parte de la historia revolucionaria de EE. UU., es una parte importante de la historia de Nueva Jersey y ocupa un lugar aún más importante en la historia del vecindario. En 1903 se erigió un monumento para conmemorar la batalla.

### Centro de transporte

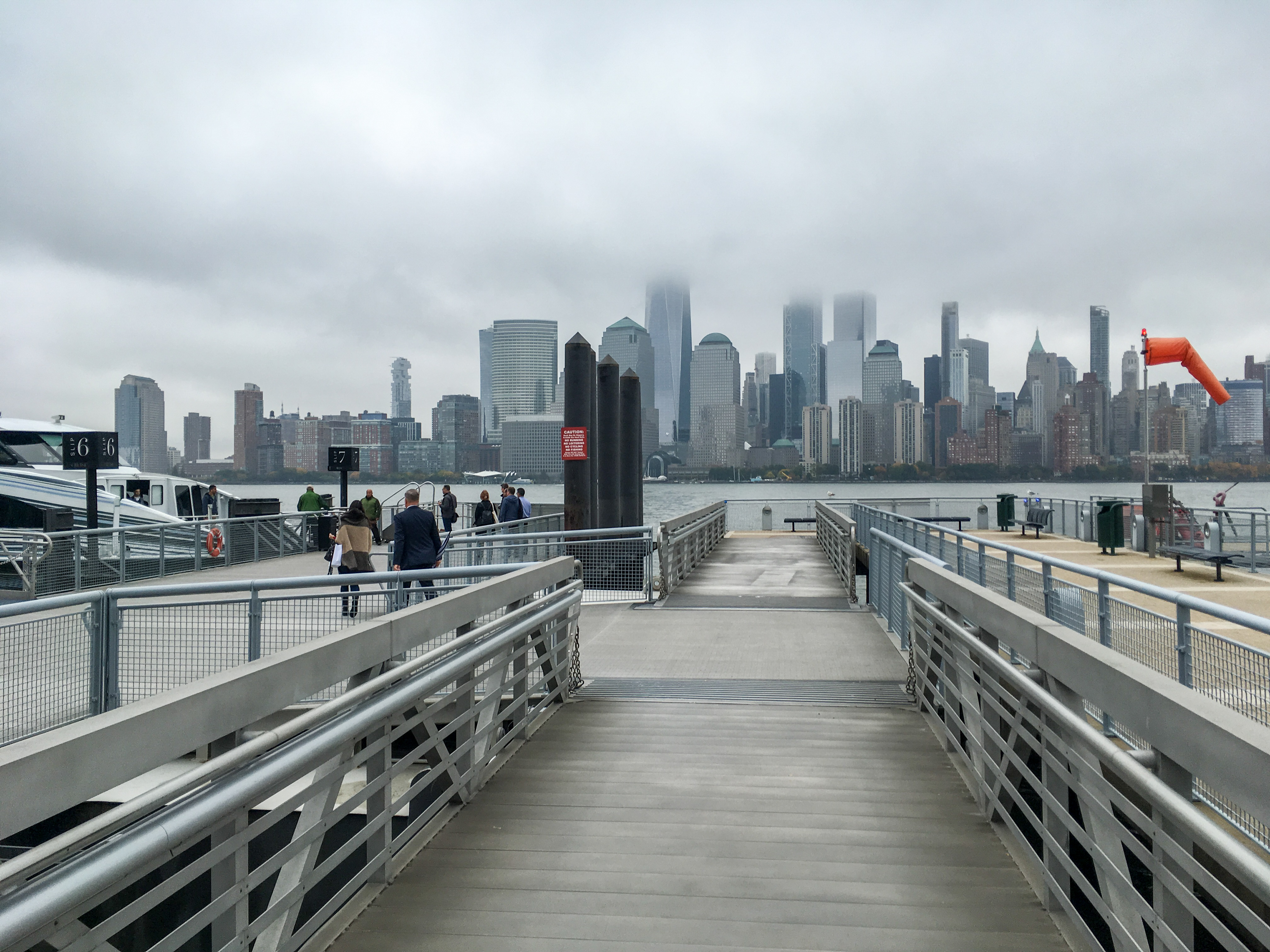
Muelle de transbordadores

En julio de 1764 comenzó a operar un transbordador desde Paulus Hook hasta el muelle de Mesier, que estaba ubicado al pie de Courtland Street (donde se construiría el depósito de transbordadores de Cortland Street) y donde se encuentra hoy la terminal de transbordadores de Battery Park City. Posteriormente, Paulus Hook se convirtió en una importante cabeza de carretera y ferrocarril para el tráfico a lo largo del Corredor Noreste y en 1836 se abrió una estación de ferrocarril que une el área con Newark. El ferry de Jersey City, como se conoció al ferry original, y más tarde el ferry de Desbrosses Street y un ferry a West 34th Street en Manhattan se abrirían y darían servicio a la estación Exchange Place del ferrocarril de Pensilvania. A mediados del siglo XX, las operaciones del Ferrocarril de Pensilvania se trasladaron a las estaciones Newark Penn y New York Penn y se interrumpieron los servicios de ferry a Manhattan.

## En la actualidad

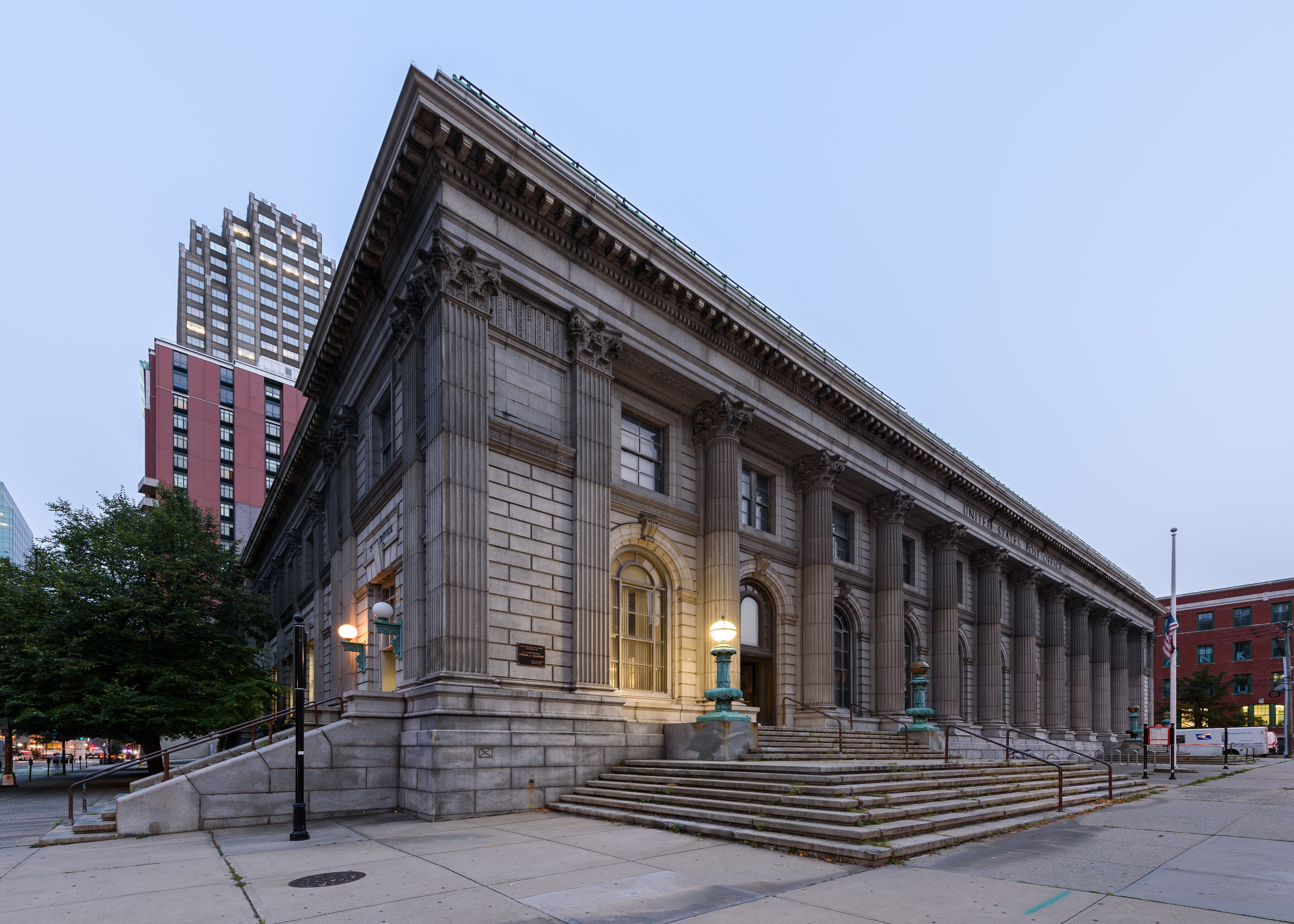
Oficina de correos de los Estados Unidos, 69 Montgomery Street

Durante el siglo XXI, la llegada del tren ligero Hudson-Bergen, un auge de la construcción tras los ataques del 11 de septiembre, las inversiones en Liberty State Park y la expansión de las conexiones por ferry entre esta zona y el Bajo Manhattan han ayudado a impulsar un proceso de gentrificación.
En el vecindario se encuentra la Asociación Histórica de Paulus Hook que inició sus actividades en 1974, como una asociación de vecinos dedicada a preservar la Historia de Paulus Hook.
El 29 de octubre de 2012, Paulus Hook fue devastado por el huracán Sandy, con importantes inundaciones por todo el vecindario.